# Kevin Varga
Kevin Varga (* 30. März 1996 in Karcag) ist ein ungarischer Fußballspieler. Der Linksaußen steht seit 2020 bei Kasımpaşa Istanbul unter Vertrag und war in der Rückrunde der Saison 2021/22 an den BSC Young Boys ausgeliehen.

## Karriere

### Verein

#### Beginn in der zweiten ungarischen Liga
Varga spielte in seiner Jugend für Karcagi SE und bis 2011 für den MTK Budapest FC. Anfang 2011 wechselte er mit 14 Jahren in die Jugendabteilung von Debreceni Vasutas SC. Hier kam er unter anderem für die U17 und U19 zum Einsatz. 2015 verließ er den Jugendbereich und spielte fortan für die zweite Mannschaft. Im Juli 2015 wurde der Ungar an den Balmazújvárosi FC ausgeliehen. Dort debütierte er am ersten Spieltag der Saison 2015/16 in der Nemzeti Bajnokság II. Auch in den folgenden Spielen kam er zum Einsatz, so gelangen ihm in den ersten drei Spielen zwei Tore und zwei Torvorlagen. Auf die anfänglich hohe Spielzeit folgte eine Phase zwischen Oktober und April des Folgejahres, in der der Flügelspieler nicht auf dem Feld stand. Gegen Ende der Saison konnte er nochmals vier Spiele sammeln, so dass der Spieler schlussendlich zwölf Partien absolvierte. Nach Ablauf der Spielzeit kehrte er kurzzeitig nach Debrecen zurück, wurde aber erneut für ein halbes Jahr an den Balmazújvárosi FC verliehen. In dieser Halbsaison kam er nur noch sporadisch zum Einsatz und stand kein einziges Mal länger als eine Halbzeit auf dem Platz. Nach erneuter einmonatiger Rückkehr zu seinem Hauptausbildungsverein schloss er sich im Februar 2017 bis Ende der Saison auf Leihbasis dem Zweitligisten Cigánd SE an. Dort zeigte sich ein ähnliches Bild wie zuvor in Balmazújváros – auf anfängliche sechs Startelfeinsätze folgten sieben Nichtnominierungen für den Kader und nochmals zwei Partien gegen Ende der Saison.

#### Durchbruch in der ersten Liga und Wechsel ins Ausland
Im Sommer 2017 wechselte er vereinsintern in die erste Mannschaft von Debreceni Vasutas SC. Dort kam er am sechsten Spieltag erstmals in der höchsten ungarischen Spielklasse zum Einsatz. Im Anschluss entwickelte er sich zum Stammspieler, so absolvierte er 27 Ligaspiele, erzielte in diesen drei Tore und legte sieben weitere auf. Im Pokal erreichte er mit seiner Mannschaft das Halbfinale. Auch die Folgesaison absolvierte Varga als Stammspieler. In der Liga kam er in 32 Spielen zum Einsatz, hiervon 28-mal in der Startelf. Die Saison schloss seine Mannschaft auf dem dritten Platz ab, im Pokal erreichte sie erneut das Halbfinale. Der dritte Platz der Vorsaison berechtigte zur Teilnahme an der Qualifikation zur UEFA Europa League – somit gab der Ungar sein Debüt auf internationalem Terrain. Nach dem Triumph über FK Kukësi schied man schließlich gegen den FC Turin aus. In der Nemzeti Bajnokság war er ein weiteres Mal gesetzt – in den 29 Spielen gelangen ihm elf Torvorlagen, vier Tore erzielte er selbst. Trotz der neuen persönlichen Bestleistung stieg Debreceni Vasutas als Elfter ab. In der zweiten Liga kam Varga noch kurzzeitig zum Einsatz, bevor er im September 2020 für eine Ablösesumme in Höhe von 850.000 Euro in die Türkei zu Kasımpaşa Istanbul wechselte. Dort absolvierte er in der Saison 2020/21 37 Ligaspiele mit einer durchschnittlichen Einsatzzeit von 58 Minuten. Die zweite Spielzeit in der Türkei begann für den Linksaußen mit einer knapp zweimonatigen Verletzungspause. Bis Ende Januar konnte er anschließend noch 14 Spiele in der Süper Lig machen. Anfang Februar 2022 wurde er bis Ende der Saison in die Schweiz an den BSC Young Boys verliehen. In Bern nahm er die Rolle eines Ergänzungsspielers ein.

### Nationalmannschaft
Varga absolvierte im Herbst 2018 vier Spiele für die ungarische U21. Bereits zuvor debütierte er im Juni 2018 für die A-Nationalmannschaft in einem Freundschaftsspiel gegen Australien. Auf sein nächstes Spiel musste er im Anschluss über zwei Jahre warten. 2021 war er Teil des ungarischen Kaders bei der Europameisterschaft. Dort wurde er in zwei Gruppenspielen kurz vor Schluss eingewechselt.